# Arthur Edward Knox
Pour les articles homonymes, voir Knox.
Arthur Edward Knox (28 décembre 1808, Dublin - 23 décembre 1886) est un sportif britannique, naturaliste amateur, auteur de trois livres et l'un des fondateurs de la British Ornithological Union .

## Biographie
AE Knox est diplômé du Brasenose College de l'Université d'Oxford. Il obtient une commission dans le Second Regiment de Life Guards, dont il démissionne vers 1835 lorsqu'il épouse Lady Jane Parsons, une fille de Lawrence Parsons (2e comte de Rosse). Ils ont trois filles et deux fils, dont Lawrence E. Knox.
Il est un gentilhomme campagnard qui vit dans le Sussex et le Surrey et écrit des notes à The Zoologist. Son livre de 1849 Ornithological Rambles in Sussex reçoit une critique favorable de son ami et voisin de campagne, l'évêque Wilberforce, aidant à la vente du livre, de sorte qu'une deuxième édition parait en 1850 et une troisième édition en 1855. En novembre 1858, Knox devient l'un des fondateurs de la British Ornithological Union . Il y a des critiques favorables pour son livre de 1872 Autumns on the Spey traitant de la pêche au saumon et de la traque des cerfs dans les environs de la rivière Spey ,. Le livre est basé sur des lettres écrites par Knox à des amis en Angleterre lorsqu'il séjourne, pendant plusieurs automnes, au château de Gordon comme invité de Charles Gordon-Lennox (6e duc de Richmond).

## Publications
- Ornithological Rambles in Sussex, 1849 (lire en ligne)[4]
- Game birds and wild fowl, their friends and their foes, 1850 (lire en ligne)
- Autumns on the Spey, 1872 (lire en ligne)